# Amaia Bono Jiménez
Amaia Bono Jiménez (Vitoria, Álava, 11 de diciembre de 1989) es una investigadora independiente de nuevos lenguajes teatrales y actriz de teatro vasca.

## Biografía
Estudió Arte Dramático en el Taller de Artes Escénicas de Vitoria. Posteriormente, realizó un Máster en Artes Escénicas y Cultura Visual en la Universidad de Castilla-La Mancha, un Máster en Gestión de Eventos y Espacios Culturales y obtuvo el grado de Educación Social por la Universidad Nacional de Educación a Distancia. En el año 2021 realizó un Experto en estudios culturales y de género en la Universidad Pública de Navarra.

### Trayectoria artística
Tras terminar sus estudios de Artes Escénicas, participó durante dos años en el Laboratorio de Investigación Escénica que la compañía Parasite Kolektiboa. Ha trabajado con Save The Children, Amnistía Internacional y Asve, liderando proyectos para la transformación social desde las artes escénicas. Y se encuentra inmersa en la búsqueda de nuevos lenguajes teatrales.
Fue artista residente en la Sala Baratza Vitoria y en el Centro Cultural Conde Duque de Madrid, con su proyecto Ahora Ya, seleccionado por el ACT Festival 2019 (Bilbao).
En el año 2018, gracias a una ayuda de INJUVE para Jóvenes Creadores desarrolló “Momentum”, trabajo que forma parte de la investigación escénica iniciada en el marco de “Fenómenos Periódicos” una investigación iniciada en el contexto del Máster en Práctica Escénica y Cultura Visual, de la Universidad de Castilla-La Mancha y el Museo Reina Sofía en colaboración con Azala Espacio de Creación (Lasierra, Álava) que trata de encontrar dispositivos escénicos que pongan de manifiesto la fricción generada por la fórmula: Tiempo objetivo / Tiempo subjetivo.
En el año 2018 formó parte del equipo de coordinación de Torre de Babel, proyecto escénico desarrollado en el Centro Párraga de Murcia, proyecto con el que también participó como facilitadora de procesos en el programa de AprenDanza (Lova) desarrollado en naves Matadero de Madrid.
En el año 2020, junto con Damián Montesdeoca creó Cuando las Cobras Cosan Sentido, un trabajo escénico que gira en torno a las posibilidades del lenguaje programado en el festival 150gr. (Vitoria) y en Tabakalera (San Sebastián) en el encuentro de Katapulta. Gracias a este trabajo, fue seleccionada como creadora para el programa de residencias artísticas Levadura del Centro Cibeles y Pedagogías Invisibles, para trabajar las competencias lingüísticas con alumnado de primaria a través de la creación contemporánea.

## Obras
- La repetición.[8][9]
- Torre de Babel.[5]
- Momentum.[10]
- Ahora, ya.[11]
- Cuando las Cobras Cosan Sentido.[12]

## Premios y reconocimientos
- 2018 Premio del programa Levadura del Centro Cibeles y Pedagogías Invisibles, para residencias de personas creadores en escuelas.[7]
- 2018 Ayuda INJUVE para Jóvenes Creadores para realizar “Momentum”.[13]
- 2018 Premio Getxoarte por la obra Ahora, ya.[14]
- 2021 Beca del Gobierno Vasco para realizar un trabajo de investigación sobre Tropezar dos veces (La Repetición).[15]